# Vincentische Fußballnationalmannschaft der Frauen
Die vincentische Fußballnationalmannschaft der Frauen repräsentiert das britische Überseegebiet St. Vincent und die Grenadinen im Atlantik im internationalen Frauenfußball. Da der nationale Verband St. Vincent and The Grenadines Football Federation Mitglied im Weltverband FIFA und im Regionalverband CONCACAF ist, ist die Mannschaft für die Teilnahme an der Qualifikation zur CONCACAF W Championship berechtigt. Weiter tritt die Mannschaft auch in der Qualifikation für die Olympischen Spiele an.

## Geschichte
Das erste Spiel der Geschichte für die Mannschaft, fand am 30. April gegen die Mannschaft von Dominica statt und endete für die Mannschaft gleich mit einem 5:0-Sieg. Dies ist bis heute unter anderem der höchste Sieg, den die Mannschaft in ihrer Geschichte erzielt hat.
Erstmals trat man dann zur Qualifikation zum CONCACAF Women’s Gold Cup 2006 an. Hier startete man gleich mit einem 2:0-Sieg über Dominica in die erste Runde. Nach einer 1:4-Niederlage gegen Trinidad und Tobago, reichte es nach dem dritten Spiel und einem 5:0-Sieg über Grenada, nur zu einem zweiten Platz in der Gruppe. Auch bei der Qualifikationsphase zum Turnier im Jahr 2010 hatte man keinen Erfolg und verlor hier beide Spiele jeweils knapp. Auch bei der Karibikmeisterschaft 2014, schaffte man es als Teil der Qualifikation nicht über die erste Runde hinaus. Auch bei der Qualifikation zum Turnier im Jahr 2018 gelang kein einziger Sieg und somit auch nur der letzte Platz in der Gruppe. Die Qualifikation für die CONCACAF W Championship 2022, startete dann mit einer 0:3-Niederlage gegen Kuba, auf die dann mit einem 0:11 gegen Haiti, die bis heute höchste Niederlage in der Geschichte des Teams folgte. Zwar gelang danach nochmal ein 5:1-Sieg über die Britischen Jungferninseln, jedoch war dies der einzige Punktgewinn und somit schloss man die Gruppe auf dem vorletzten Platz ab.

## Weltmeisterschaft
| - 1991: keine Teilnahme, erstes Spiel erst 2000 - 1995: keine Teilnahme, erstes Spiel erst 2000 - 1999: keine Teilnahme, erstes Spiel erst 2000 - 2003: nicht gemeldet - 2007: nicht qualifiziert | - 2011: nicht qualifiziert - 2015: nicht qualifiziert - 2019: nicht qualifiziert - 2023: nicht qualifiziert |

## CONCACAF W Championship/ CONCACAF Women’s Gold Cup
| - 1991: keine Teilnahme, erstes Spiel erst 2000 - 1993: keine Teilnahme, erstes Spiel erst 2000 - 1994: keine Teilnahme, erstes Spiel erst 2000 - 1998: keine Teilnahme, erstes Spiel erst 2000 - 2000: keine Teilnahme, erstes Spiel erst 2000 - 2002: nicht gemeldet | - 2006: nicht qualifiziert - 2010: nicht qualifiziert - 2014: nicht qualifiziert - 2018: nicht qualifiziert - 2022: nicht qualifiziert |